# Oligodon bivirgatus
Oligodon bivirgatus — вид змій родини полозових (Colubridae). Описаний у 2021 році.

## Поширення
Ендемік Китаю. Поширений лише на острові Хайнань. Описаний з двох зразків з природного заповідника Шансі.